# USFA Ouagadougou
USFA Ouagadougou, ook wel bekens als US Forces Armées is een Burkinese voetbalclub uit de hoofdstad Ouagadougou. Het is een legerclub en werd opgericht in 1962. De club droeg al verschillende namen waaronder ASFAV, ASFAN, ASFAP en USFAN.

## Erelijst
Landskampioen
1969, 1970, 1971, 1984, (als ASFAN) 1987, (als USFAN) 1998
Beker van Burkina Faso
Winnaar: 1968, 2002, 2015
Finalist: 1998, 1999, 2004, 2009, 2017
Burkinabé Leaders Cup
1996
Burkinabé SuperCup
1997/98, 1999/00
AJEB · US Comoé de Banfora · Racing Club de Bobo · AS Douanes · AS Faso-Yennenga · AS Fonctionnaires · US Forces Armées · Rail Club du Kadiogo · ASEC Koudouguou · Majestic SC · Étoile Filante Ouagadougou · US Ouagadougou · AS Police · Rahimo FC · Salitas FC · AS SONABEL